# Albert Apponyi
Albert Apponyi, conte de Nagyappony, (n. 29 mai 1846, Viena - d. 7 februarie 1933 Geneva), a fost un politician maghiar, scriitor, memorialist, ministru al învățământului în Regatul Ungariei.

## Biografie
Politician și ministru maghiar, a făcut parte dintr-o familie nobiliară veche și bogată. În 1872 a devenit membru în partidul lui Ferenc Deák (liberal), după care a aderat la cercurile conservatoare. Începând din 1878 a fost lider al opoziției, care reunea grupările formate din adversarii reconcilierii cu Austria în cadrul Ausgleich-ului.
În 1899 partidul său a ajuns la guvernare, iar între 1901 și 1903 Albert Apponyi a fost președintele Camerei Deputaților. La sfârșitul anului 1903 a părăsit Partidul Principal Liber și a reintrat în opoziție, în Partidul Național. Din noiembrie 1904 a făcut parte din alianța din opoziție, iar în decembrie 1904 a intrat în Partidul Independent al cărui lider a fost până la sfârșitul Primului război mondial.
Din 8 aprilie 1906 până în 17 ianuarie 1910 s-a aflat în coaliția de guvernare ca ministru al învățământului.
La 1 aprilie respectiv 9 mai 1907 Parlamentul Ungariei a adoptat legile învățământului inițiate de Apponyi, prin care a fost abrogată legea liberală a învățământului (legea XXXVIII din 7 decembrie 1868). Legile Apponyi vizau șicanarea școlilor confesionale germane, române, slovace și sârbe, în vederea amplificării procesului de maghiarizare a Transleithaniei (Regatul Ungariei în cadrul Imperiului Austro-Ungar). Legile Apponyi au lovit și în legea liberală a naționalităților (legea XLIV din 7 decembrie 1868), fapt care a acutizat nemulțumirea minorităților din Țările Coroanei Sfântului Ștefan.
în 1910 a fost membru al fracțiunii kossuthiste, iar din 1914 a devenit liderul acestui partid. Din 15 iunie 1917 până în 8 mai 1918 a ocupat din nou funcția de ministru al învățământului. După Primul Război Mondial a fost șeful delegației de pace a Ungariei la Paris.